# Podisma magdalenae
Podisma magdalenae är en insektsart som beskrevs av Galvagni 1971. Podisma magdalenae ingår i släktet Podisma och familjen gräshoppor. Inga underarter finns listade i Catalogue of Life.